# Don Ackerman
Donald D. "Don" Ackerman (Nueva York, Nueva York, 4 de septiembre de 1930-ibídem, 9 de julio de 2011) fue un baloncestista estadounidense que jugó durante una temporada en la NBA, además de hacerlo en la ABL. Con 1,83 metros de altura, lo hacía en la posición de base.

## Trayectoria deportiva

### Universidad
Jugó durante dos temporadas con los Blackbirds de la Universidad de Long Island, en la segunda de ellas consiguiendo un balance de 20 victorias y 4 derrotas, incluida una victoria ante los UCLA Bruins de John Wooden.

### Profesional
Fue elegido en la undécima posición del Draft de la NBA de 1953 por New York Knicks, pero jugó una temporada previamente con los Manchester British-Americans de la ABL, en la que promedió 12,4 puntos por partido.
En la temporada 1953-54 fichó finalmente por los Knicks, donde jugó un año, promediando 1,5 puntos por partido. Al año siguiente fue traspasado a Boston Celtics, pero fue finalmente rechazado.

## Estadísticas de su carrera en la NBA

### Temporada regular
| Temporada | Edad | Equipo          | Liga | P  | TIT | MIN | TC  | TCA | %TC  | 3P | 3PA | %3P | TL  | TLA | %TL  | R.OF. | R.DEF. | REB | ASIS | ROB | TAP | PER | FP  | PTS |
| 1953-54   | 23   | New York Knicks | NBA  | 28 |     | 7.9 | 0.5 | 2.3 | .222 |    |     |     | 0.5 | 1.0 | .536 |       |        | 0.5 | 0.8  |     |     |     | 1.5 | 1.5 |
| Total     |      |                 | NBA  | 28 |     | 7.9 | 0.5 | 2.3 | .222 |    |     |     | 0.5 | 1.0 | .536 |       |        | 0.5 | 0.8  |     |     |     | 1.5 | 1.5 |

### Playoffs
| Temporada | Edad | Equipo          | Liga | P | MIN | TCA | TC | 3PA | 3P | TLA | TL | R.OF. | REB | ASIS | ROB | TAP | PER | FP | PTS | %TC  | %3P | %FT | MIN | PTS | REB | AST |
| 1953-54   | 23   | New York Knicks | NBA  | 4 | 20  | 1   | 3  |     |    | 0   | 0  |       | 4   | 1    |     |     |     | 7  | 2   | .333 |     |     | 5.0 | 0.5 | 1.0 | 0.3 |
| Total     |      |                 | NBA  | 4 | 20  | 1   | 3  |     |    | 0   | 0  |       | 4   | 1    |     |     |     | 7  | 2   | .333 |     |     | 5.0 | 0.5 | 1.0 | 0.3 |